# Morethia storri
Morethia storri är en ödleart som beskrevs av  Allen E. Greer 1980. Morethia storri ingår i släktet Morethia och familjen skinkar. Inga underarter finns listade i Catalogue of Life.
Arten förekommer i delstaterna Northern Territory och Western Australia i Australien. Honor lägger ägg. Ödlan lever i gräsmarker, buskskogar och öppna skogar. Fortplantningen sker under den torra perioden.
För beståndet är inga hot kända. Hela populationen anses vara stabil. IUCN listar arten som livskraftig (LC).